# Charles César Baudelot de Dairval
Charles César Baudelot de Dairval (Parigi, 29 novembre 1648 – 27 giugno 1722) è stato un antiquario e collezionista francese.

## Biografia
Era un avvocato, e fu chiamato ad un processo a Digione, dove trascorre il suo tempo libero a esplorare le biblioteche e frequentare studiosi. Dopo aver trovato la possibilità di acquistare un gabinetto di libri, disegni e medaglie, lo fa portare a Parigi. Impiegò quindi il resto della sua vita allo studio delle antichità e divenne conservatore del gabinetto numismatico di Elisabetta Carlotta del Palatinato. Nel 1711 divenne membro dell'Académie royale des inscriptions et médailles.
Aveva acquisito, dopo la morte del guardiano della biblioteca reale, Thévenot, i marmi di Nointel, che lasciò in eredità all'Académie e che sono ora al Louvre.

## Opere principali
- De l'utilité des voyages et de l'avantage que la recherche des antiquités procure aux sçavans (2 volumi, 1686). Testo online:  e
- Histoire de Ptolémée Aulètes, dissertation sur une pierre gravée antique du cabinet de Madame (1698)
- Voyage du sieur Paul Lucas au Levant (2 volumi, 1704). Testo online:  e
- Portraits d'hommes et de femmes illustres du recueil de Fulvius Ursinus (1720).